# Foment Vilanoví
Foment Vilanoví és una entitat de Vilanova i la Geltrú que neix el 1853 gràcies a l'impuls de Joan Samà i Martí, germà del famós indià Salvador Samà i Martí, i a tot un seguit de personatges vinculats a la societat i a la cultura local. L'objectiu dels fundadors fou bastir una entitat que donès cabuda a diferents sensibilitats i amb un clar interès per la cultura local i la del país. La seu de l'entitat, obra de l'arquitecte Josep Oriol i Bernadet, s'instal·là des d'un primer moment a la plaça de les Cols.
Ara, més de 150 anys més tard, el Foment manté l'esperit inicial i es manté com una cruïlla de les diferents sensibilitats socioculturals de la Vilanova i la Geltrú del segle xxi. I és que el Foment Vilanoví és, des de la seva fundació, un punt de referència de la societat vilanovina i catalana per on desfilen part dels artistes i intel·lectuals del moment.

## Història
El 5 d'agost de 1853 s'inaugurà l'edifici com a seu de la societat "Círculo Villanovés". El va fer construir Joan Samà i Martí, president de l'entitat, d'acord amb el projecte de Josep Oriol i Bernadet. L'any 1907, dissolt el "Círculo Villanovés", ocupà l'edifici la societat "Fomento del Trabajo". El 1921 es van decorar els salons amb obres dels pintors Joaquim Mir, Alexandre de Cabanyes, Martí Torrents i Enric C. Ricart. El 1926 es van fer obres de restauració sota la direcció de J. F. Ràfols.
A partir dels anys 20 del segle xx, l'entitat acull famosos personatges com ara els músics Eduard Toldrà i Pau Casals; el ballarí Joan Magrinyà; els actors Joan Borràs i Margarida Xirgu; els escultors Josep Cañas i Joan Rebull, i els màxims exponents de les lletres i la intel·lectualitat catalana de l'època, com Josep M. de Sagarra, Eugeni d'Ors i Francesc Pujols, entre d'altres. És en aquest context que quatre dels més prestigiosos pintors catalans dels anys 20 i habituals de l'entitat, Joaquim Mir, Alexandre de Cabanyes, Enric C. Ricart i Martí Torrents, decideixen decorar les parets de la cafeteria del Foment amb olis de gran format. Així neix el que avui es coneix com la Col·lecció Cafè Foment, formada per 15 pintures actualment cedides a la Biblioteca-Museu Víctor Balaguer de Vilanova i la Geltrú. El Foment acull una clientela heterogènia, de diversa procedència i de totes les edats. Els salons acullen contínuament exposicions, conferències, concerts i presentacions de tota classe sempre, però, mantenint una especial deferència per a qualsevol manifestació artística local considerada d'interès general.
A tot això, cal afegir-hi les activitats de Carnaval, l'autèntic motor que va impulsar la creació d'aquesta singular associació barreja de cultura, folklore (el 1947 s'impulsa des del Foment la restauració de part dels entremesos de la ciutat), tradició (les primeres comparses de Carnaval en època franquista surten de l'entitat) i modernitat.

## Arquitectura
L'edifici és una construcció entre mitgeres, de planta rectangular, que fa cantonada. Consta de planta baixa, tres pisos i coberta plana. Les façanes presenten balcons amb llindes, de dimensions decreixents. La façana principal que dona a la plaça presenta composició simètrica. Té balcons correguts als dos primers pisos, de quatre obertures i amb mènsules, i quatre balcons individuals al pis superior. L'edifici està coronat per una cornisa de pedra i una barana de terrat.
Són elements remarcables, entre d'altres, la Sala de Ball de la primera planta, decorada, així com l'escala del vestíbul, amb barana de balustres.